# Romská osada

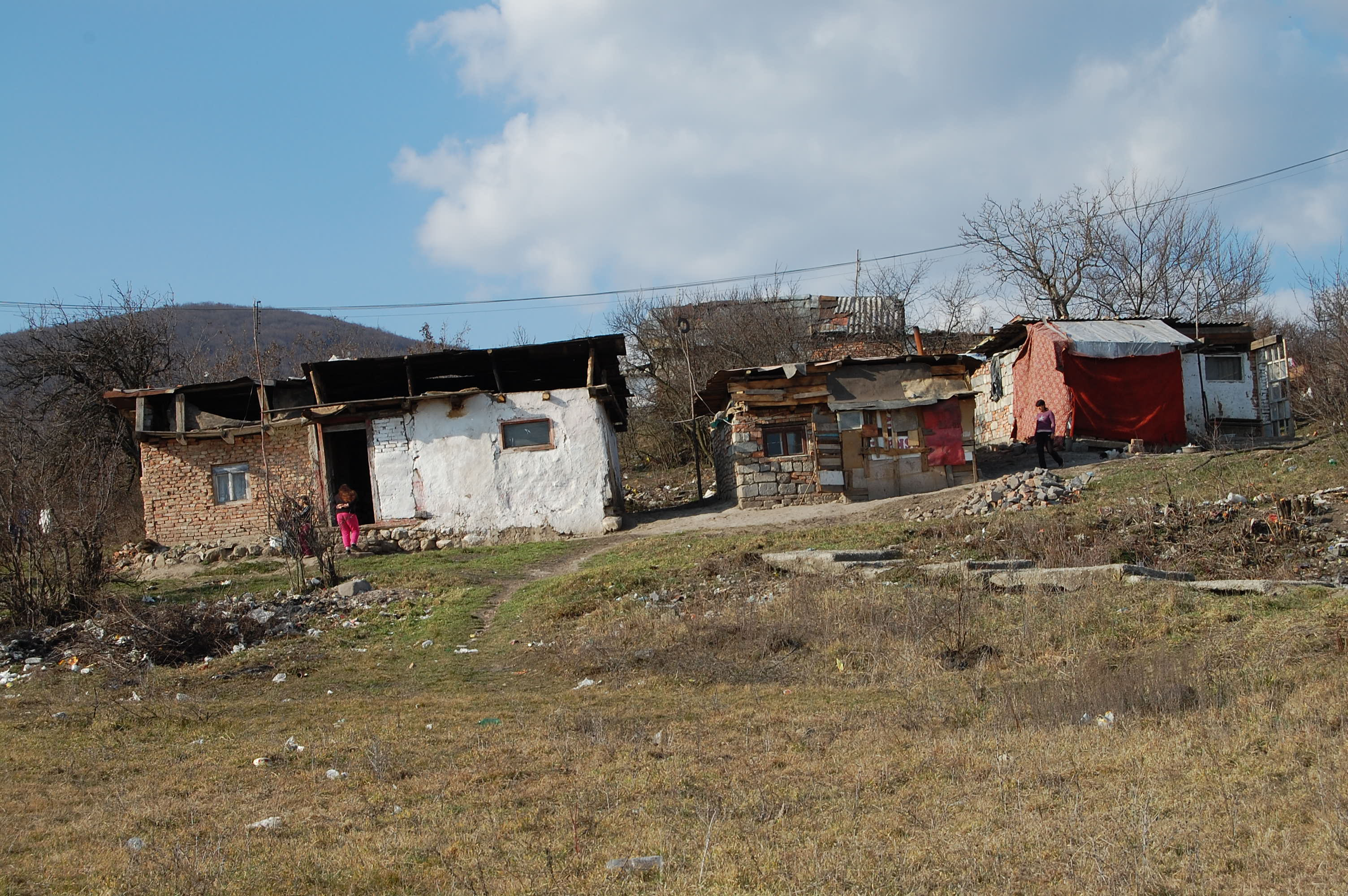
Romská osada

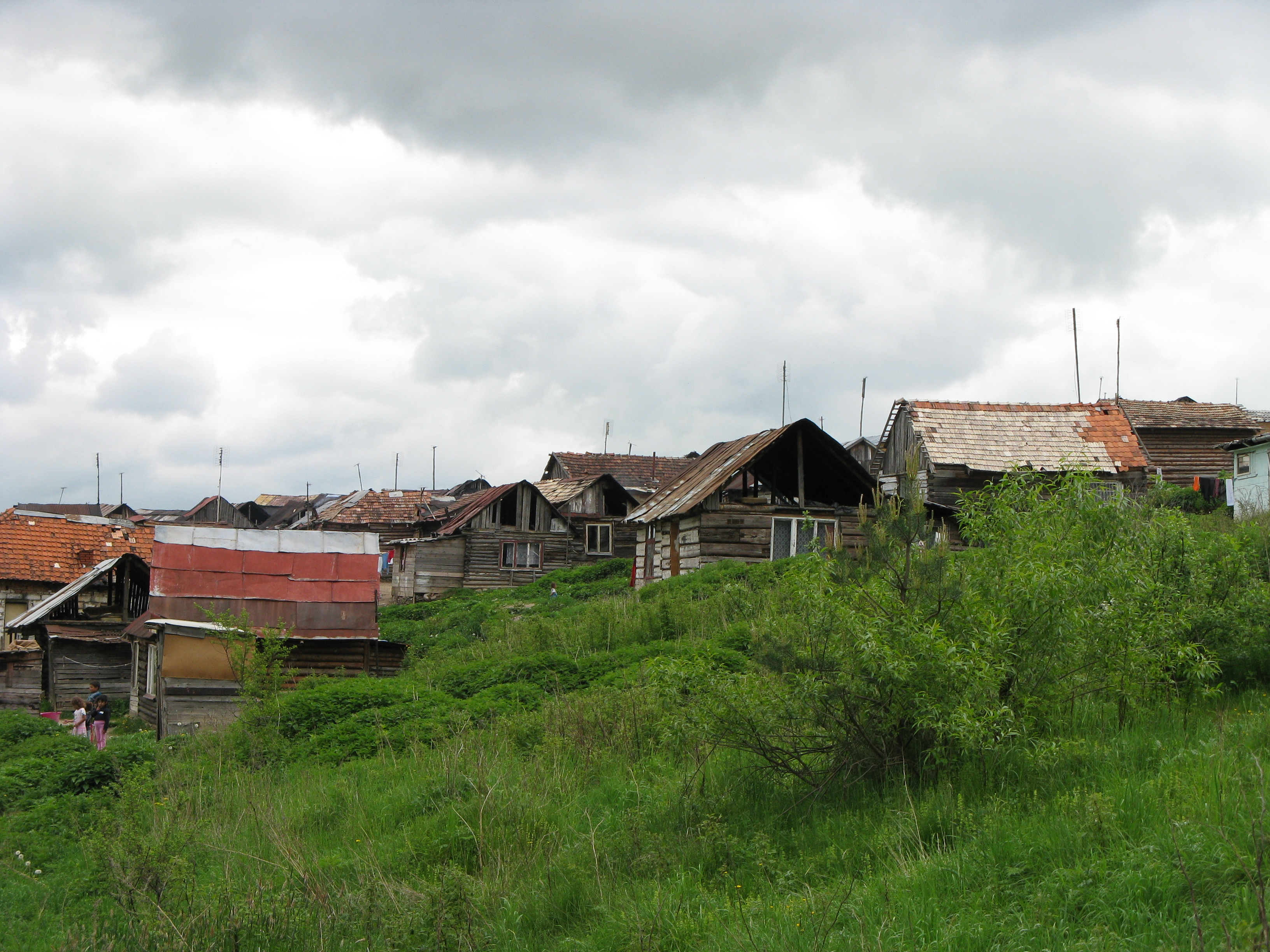
Zaniklá romská osada "Letanovský mlýn" u Letanovců (Slovensko)

Romská osada je kumulované venkovské momentální bydliště jedné či více romských rozšířených rodin (tzv. fajt), které jsou více či méně prostorově i sociálně izolované od ostatních obyvatel obce, na nichž jsou však sociálně a ekonomicky závislé. Většinu těchto osad charakterizuje především typický způsob života, který byl v nich v důsledku postavení těchto Romů vždy odlišný - nižší než u ostatního obyvatelstva.
Romské osady se vyskytují ve střední, východní a jihovýchodní Evropě v místech s vysokým podílem romského obyvatelstva. Na východním Slovensku patří romské osady pro svůj specifický způsob bydlení a vůbec obývání prostoru a pobytu ve světě k nejcharakterističtějším a nejviditelnějším projevům romské kultury.
Usazování romského obyvatelstva vycházelo dříve z vhodnosti podmínek v dané lokalitě. Byly to bezesporu zejména podmínky sociální a společenské, které rozhodovaly o možnosti usídlení skupiny nebo rodiny v té či oné obci. Až do roku 1918 a prakticky až do roku 1945, kdy se Romové teprve stali alespoň teoreticky[zdroj?] rovnoprávnými občany, měli možnost usadit se (dříve jen se svolením grófa, později obecního úřadu, ale zároveň za relativního souhlasu místního obyvatelstva, které je v kladných případech alespoň trpělo na konci své obce nebo za ní). Zajisté, že velmi podstatnou úlohu při usazování, při zakládání osad hrály přirozené podmínky toho kterého místa. Velmi záleželo na tom, zda byla v blízkosti voda, les, komunikace, zda místo pro založení budoucí osady bylo na svahu a jestli v blízkém okolí byl dostupný materiál pro vystavění jejich příbytků. Podstatnou podmínkou pro výběr místa k založení osady byla určitě i možnost alespoň nejnutnější obživy v obci nebo jejím okolí. 
Založené osady se postupně rozrůstaly a zvětšovaly, zejména podle toho, jaké v nich byly podmínky pro vlastní existenci jejich obyvatel. Některé naopak se zase zmenšovaly nebo vůbec zanikly, což zapříčiňovaly někdy pogromy a pronásledování ze strany společnosti nebo místního obyvatelstva, dále nakažlivé choroby nebo nedostatečná možnost nejnutnější obživy. Přestože tyto osady byly většinou zakládány bez jakéhokoliv územního plánu a vymezení stavebních parcel pro jednotlivá obydlí, ve většině z nich byl určitý řád podvědomě dodržován, i když každá z těchto osad měla nebo dodnes má svůj vlastní charakter a je neopakovatelná – v důsledku různosti charakteru a stupně životního způsobu jejich obyvatel, v důsledku vlivu místní lidové architektury, materiálů a dalších specifik. 
Téměř v každé větší typické osadě můžeme mluvit o hlavní uličce nebo prostranství a o dalších uličkách postranních, i když jsou domky stavěny nepravidelně. Toto členění bývá zhruba dodržováno a zachováváno, i když vnější tvář osady je měněna v průběhu vývoje - přistavováním domků dalších či přestavováním domků původních. Tyto větší prostory mezi jednotlivými domky mají od jara až do začátku zimy velký význam pro denní život obyvatel osady. V důsledku nedostatečného, stísněného obytného prostoru ve většině domků (chyšek) v těchto starých osadách zdržují se zde Romové obvykle venku, jak v uličkách před domky, tak zejména na těchto prostranstvích."
Zpočátku zřejmě šlo o stany, chatrče a zemnice, které se stavěly ve svahu a na čelní fasádě měly dveřní otvor, zpočátku překrytý pouze plachtou, později i dveřmi. Polozemnice byly podobné zahloubené stavby, jejichž střecha však už stála na nízkých stěnách. Od polozemnice se přešlo ke skromným jednoprostorovým domům, dřevěným nebo hliněným podle oblasti. K jednomu prostoru přibyla časem i předsíň, řešena nejdříve formou dostavby s nižším stropem. Pokud se předsíň stavěla spolu s hlavním prostorem, měla s ním společnou střechu. Předsíň se využívala k uskladnění potravin. Vařilo se převážně venku, kde překrytím sporáku jednoduchou konstrukcí vznikla letní kuchyně. Zdobilo se hlavně malováním vnějších i vnitřních stěn.[zdroj?]
Ve druhé polovině 20. století došlo k několika snahám o likvidaci romských osad a jejich přestěhování například do nájemních domů.[zdroj?] Některé osady postupně splynuly se zástavbou města.